# Ștefan Zorzor
Ștefan Zorzor (n. 4 aprilie 1932, Oradea, România) este un compozitor român, autor de muzică de cameră, simfonică, corală, de teatru și de film. Din 1984 este rezident în München. Este membru al Uniunii Compozitorilor din România și al GEMA⁠(d).

## Biografie
S-a născut în 4 aprilie 1932  la Oradea (sau, după altă sursă, la Onești), ca fiu al generalului Vasile Zorzor. Tatăl său a fost arestat în vara anului 1947 de la proprietatea sa rurală de către Siguranța Statului, iar mama sa a fost nevoită să locuiască împreună cu cei doi copii în două camere din casa lor de la București, celelalte camere fiind repartizate unui tânăr ofițer de securitate. Membrii familiei au fost nevoiți să facă sacrificii pentru a putea supraviețui și au vândut lucruri din casă. Ștefan a lucrat timp de un an la fabrica „Electroaparataj” (inițial la secția Mecanică Fină și apoi la secția Desen Tehnic), după care a încercat să dea admitere la Facultatea de Arhitectură, dar nu i s-a primit dosarul.
În aceste condiții, s-a înscris în anul 1951 la cursurile de compoziție muzicală de la Conservatorul din București, dar a fost exmatriculat după sfârșitul primului an de studii ca urmare a faptului că avea, potrivit autorităților, o „origine socială nesănătoasă”. Împreună cu el au mai fost exmatriculați alți câțiva zeci de studenți ai Conservatorului și, fără să fi făcut vreo contestație, a primit un răspuns negativ standard. În ciuda faptului că fusese exmatriculat, profesorul Marțian Negrea a continuat să-i ofere gratis pe parcursul următorului an lecții de armonie la domiciliul său. Ștefan Zorzor a încercat să se angajeze ca vânzător la magazinul „Muzica”, dar nu a fost primit, iar până în primăvara anului 1953 a lucrat ca topometru la măsurarea unor terenuri din nordul țării, făcând calcule și desenând hărți. Ca urmare a faptului că nu mai era student și că avea o „origine socială nesănătoasă”, a fost încorporat în primăvara anului 1953 pentru satisfacerea stagiului militar obligatoriu în detașamentele de muncă ale Direcției Generale a Serviciului Muncii (DGSM) și obligat să presteze „muncă de interes public”.
A putut ulterior să-și reia studiile de compoziție la Conservatorul din București (1956–1961), avându-i ca profesori pe Ioan D. Chirescu (teorie-solfegiu), Marțian Negrea și Ion Dumitrescu (armonie), Nicolae Buicliu (contrapunct), Tudor Ciortea (forme muzicale) și Mihail Andricu (compoziție) și printre colegi pe Corneliu Dan Georgescu. După absolvirea facultății, a lucrat ca profesor de muzică la București. A compus, printre altele, muzica orchestrală, de scenă și de cameră, inclusiv 3 cvartete de coarde – cvartet de pian (1960), heterocvintet pentru flaut, violă, violoncel, pian și percuție, nouă mișcări (1968) și Deformanti: Concertino pentru vioară, violă, violoncel, pian și harpă (1978), cantata Țara mea, piesa Circulara, muzică de teatru și corală. A colaborat, de asemenea, cu compoziții muzicale originale la spectacole ale Teatrului Țăndărică din București și Teatrului de Păpuși din Constanța precum Copilul și ciocârlia (Țăndărică, 1973), Povestea timpului pierdut (Țăndărică, 1973) și Sânziana și Pepelea (Țăndărică, 1974) și a compus muzica a mai multor filme. S-a stabilit ulterior în Germania și a locuit la Munchen.

## Operă

### Muzică pentru orchestră
- Concert pentru orchestră (1965; București, iunie 1967);
- Nocturnă (Cluj, 12 februarie 1966);
- Muzică festivă (1967; Cluj, 12 februarie 1968).

### Muzică de cameră
- 4 cvartete de coarde (1960; 1962; 1967–1968; II ritorno, 1977);
- Sonată pentru vioară (1963);
- Cvintet de suflători (1967);
- Heterocvintet pentru flaut, violă, violoncel, pian și percuție (1968);
- Circulara, cvintet pentru 5 instrumente diferite (1969);
- Repriză pentru violoncel și pian (1975);
- Deformanti, concertino pentru vioară, violă, violoncel, pian și harpă (1978).

### Muzică pentru pian
- 5 piese (1965–1974);
- 4 piese (1970);
- Acuta (1970).

### Muzică vocală
- Țara mea, cantată pentru cor feminin și orchestră mică (1956);
- coruri.

### Muzică de film
- Misterul lui Herodot (1977)
- Ecaterina Teodoroiu (1978)
- Iancu Jianu zapciul (1981)
- Iancu Jianu haiducul (1981)